# Asia Rugby U19 Division 2 2019
El Asia Rugby U19 Division 2 del 2019 fue la primera edición de la tercera división juvenil que organiza Asia Rugby. El certamen se trató solo de una serie a dos partidos entre Emiratos Árabes Unidos y Malasia en Kuala Lumpur, Malasia.

## Equipos participantes
- Selección juvenil de rugby de Emiratos Árabes Unidos
- Selección juvenil de rugby de Malasia

## Resultados

### Primera fecha
| 15 de diciembre | Malasia | 12 - 12 | Emiratos Árabes Unidos |  |  |

### Segunda fecha
| 18 de diciembre | Malasia | 15 - 14 | Emiratos Árabes Unidos |  |  |
|                 |         | Reporte |                        |  |  |

| Bandera de Malasia |
| Campeón Malasia    |
|                    |